# Балаж-Пири, Балаж
Бала́ж Бала́ж-Пири (венг. Balázs-Piri Balázs, 17 февраля 1937, Дьёндьёш, Венгрия — 19 января 2014, Будапешт, Венгрия) — венгерский художник-график и карикатурист.

## Биография
Окончил Будапештский технологический институт. Получив диплом инженера-электрика, по собственному признанию, «инженером, однако, никогда не работал, что, как вы, конечно, знаете, не помешало стремительному развитию венгерской промышленности». Рисовать научился самостоятельно: «…мои карикатуры на профессоров пользовались шумным успехом — и не только у студентов».
Его карикатуры стали появляться в периодической печати в 1958 году. С 1964 года работал в венгерском сатирическом журнале «Ludas Matyi». Также иллюстрировал книги и рисовал рекламные плакаты. Выставки его работ проходили не только в разных венгерских городах (Дьёндьёше, Шиофоке, Шарваре (1977), Сегеде, Эгере, Будапеште), но также и за границей — в Гельзенкирхене (1968) и Западном Берлине (Германия), Вене, Клермон-Ферране (Франция, 1979), Праге, Софии и других городах. Участвовал в конкурсах карикатур в Монреале, Москве (в частности, получил вторую и третью премии выставок «Сатира в борьбе за мир»), Габрово, Стамбуле и в других городах. Самой ценной премией считал Гран-при конкурса в Монреале (1979). Лауреат премии Михая Мункачи (1994), присуждаемой за достижения в области изобразительного искусства.
В СССР карикатуры Балажа Балаж-Пири были опубликованы в двух альбомах, выпущенных издательством «Советский художник» (серия «Мастера карикатуры социалистических стран») — «Балаж Балаж-Пири, Андраш Месарош» (1983) и «У нас в гостях художники венгерского сатирического журнала „Лудаш Мати“» (1987).
В 1990 году, когда «Лудаш Мати» перестал выходить, стал работать в новом журнале Uj Ludas, созданном коллективом прежнего журнала во главе с его редактором Йожефом Аркушем. Этот журнал перестал выходить в 1992 году. В 1993—1994 был главным редактором журнала Úritök, а в 1995 — заместителем главного редактора издания Pesti Vicc. Позже был художественным руководителем юмористического издания LMLM.
По его определению, карикатурист — это «психиатр юмора»: «Он исследует, диагностирует и лечит болезни общества. Далеко не всегда его работы приносят зримые плоды: рисунок удался, а болезнь продолжает развиваться».